# Temriuk
Temriuk (del ruso: Темрюк) es una ciudad del krai de Krasnodar, en Rusia, centro administrativo del raión homónimo. Está situada en la península de Tamán, en la orilla derecha del río Kubán, cerca de su desembocadura en el mar de Azov, a 129 km al oeste de Krasnodar, la capital del krai. Con una población de 38 046 habitantes en 2010.
Es cabeza del municipio Temriúkskoye, al que pertenecen asimismo Oktiabrski, Oréjov Kut y Yuzhni Sklon.

## Historia

Mapa del río Kuban en el que aparece junto a su desembocadura Temriuk.

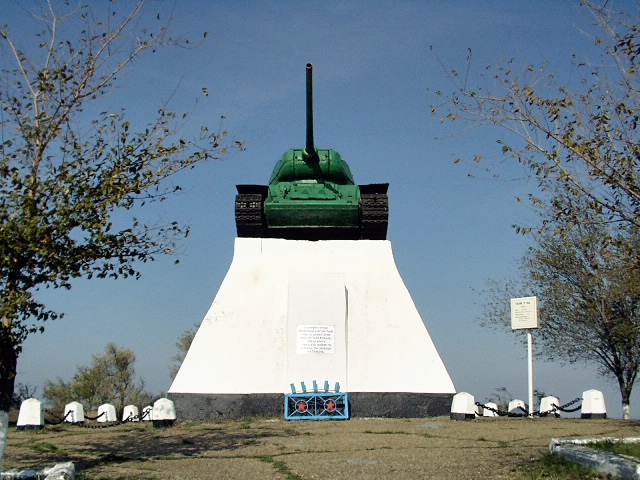
Memorial a la defensa de la ciudad en la Segunda Guerra Mundial

Temriuk está situada cerca del emplazamiento de la antigua ciudad de Tmutarakan. En su historia este emplazamiento ha sido disputado por diversas potencias debido a su posición de control sobre la desembocadura del Kubán. En 1237, los mongoles fundaron la primera ciudad aquí, tras conquistar la región de Kubán.
Su origen conocido se remonta al siglo XIV, cuando en el lugar se hallaba una fortaleza tártara llamada Tumnev, que pasó a manos genovesas en ese siglo. Fue conocida bajo el nombre de Copa hasta su ocupación por el kanato de Crimea en 1483.
Los rusos, aliados con un potentado local, Temriuk de Kabardia, conquistaron la localidad y construyeron una nueva fortaleza. Los tártaros de Crimea la recuperaron en 1570, y la llamaron Adis. La ocuparon durante un siglo. En el siglo XVIII, se establecieron los cosacos y su stanitsa (Temriúkskaya) se convertiría en la ciudad de Temriuk en 1860.
La ciudad fue ocupada por las tropas alemanas el 24 de agosto de 1942 y fue recuperada por el Ejército Rojo el 27 de septiembre de 1943.

## Demografía
| 1897   | 1926   | 1939   | 1959   | 1970   | 1979   |
| ------ | ------ | ------ | ------ | ------ | ------ |
| 14 500 | 15 900 | 23 200 | 22 000 | 23 200 | 31 900 |
| 1989   | 1996   | 2002   | 2007   | 2010   |        |
| 33 200 | 36 100 | 36 118 | 36 000 | 38 046 |        |

### Composición étnica
De los 36 618 habitantes que tenía en 2002, el 91.2 % era de etnia rusa, el 3.6 % era de etnia ucraniana, el 1 % era de etnia armenia, el 0.6 % era de etnia bielorrusa, el 0.4 % era de etnia alemana, el 0.3 % era de etnia tártara, el 0.2 % era de etnia azerí, el 0.2 % era de etnia griega, el 0.2 % era de etnia gitana, el 0.1 % era de etnia georgiana, el 0.1 % era de etnia adigué, el 0.1 % era de etnia búlgara y el 0.1 % era de etnia tártara de crimea

## Cultura y lugares de interés

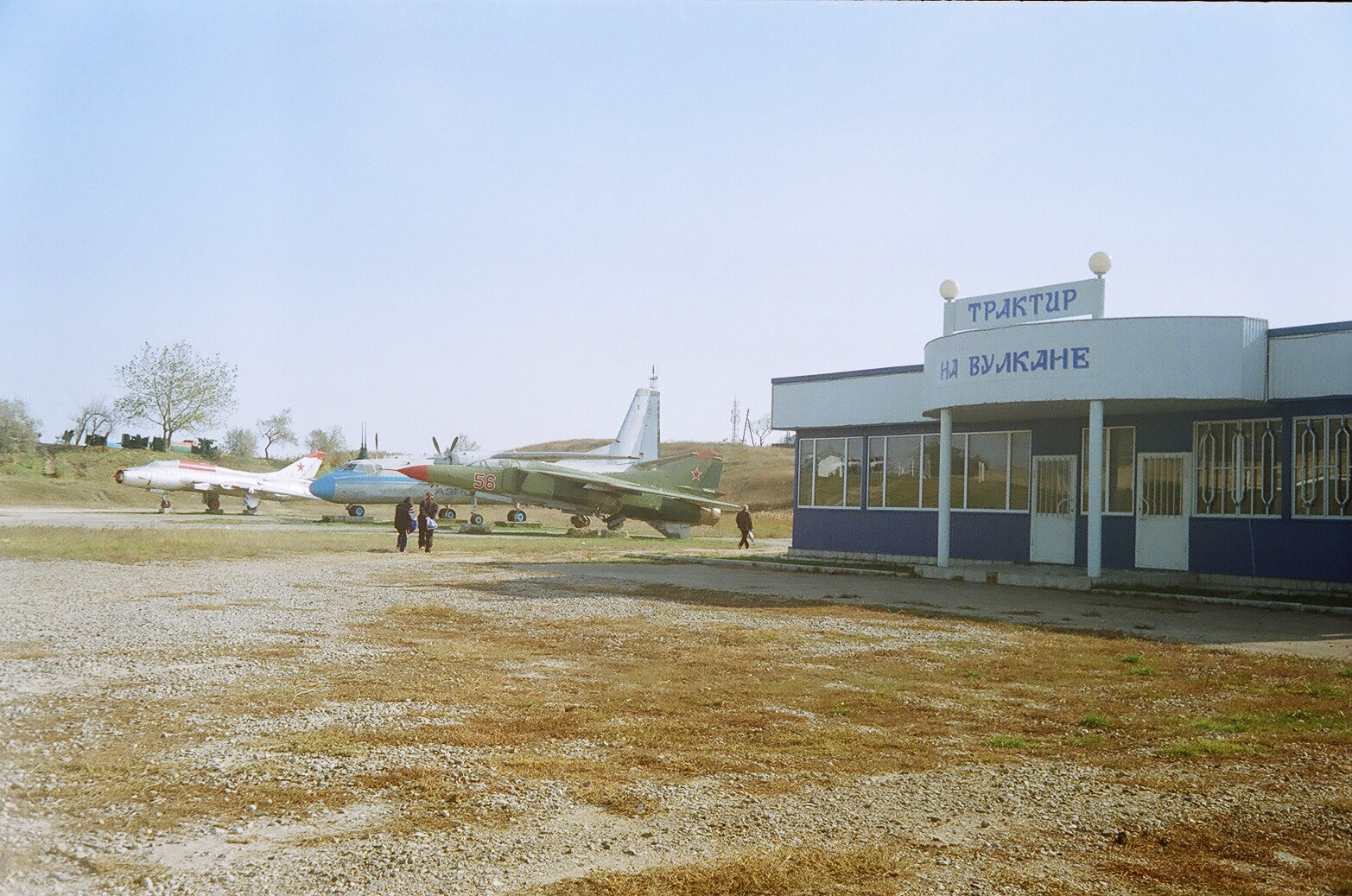
Voyénnaya Gorka

En Temriuk se halla un museo histórico-arqueológico así como un museo al aire libre dedicado a la tecnología militar (Voyénnaya gorka).
En el área del raión, en la península de Tamán existe una serie de yacimientos arqueológicos, en el emplazamiento de antiguas colonias griegas como Fanagoria y Germonasa, que tienen restos de ocupaciones posteriores genovesas y rusas.
Las marismas y esteros del delta del Kubán así como una serie de volcanes de lodo en los alrededores de la ciudad son lugares de interés naturales en la región.

## Economía
El puerto actual de Temriuk se encuentra a 4 km de la ciudad propiamente dicha. La pesca y las conservas de pescado forman la base de la economía local, completada por la transformación de productos agrícolas (productos lácteos, vino), los materiales para la construcción y la confección.
Por otro lado, la costa del mar de Azov, no muy lejos de la ciudad, es una zona recreacional de vacaciones. El balneario de la stanitsa Golubískaya cuenta con baños de lodo ricos en bromo y yodo.

## Galería

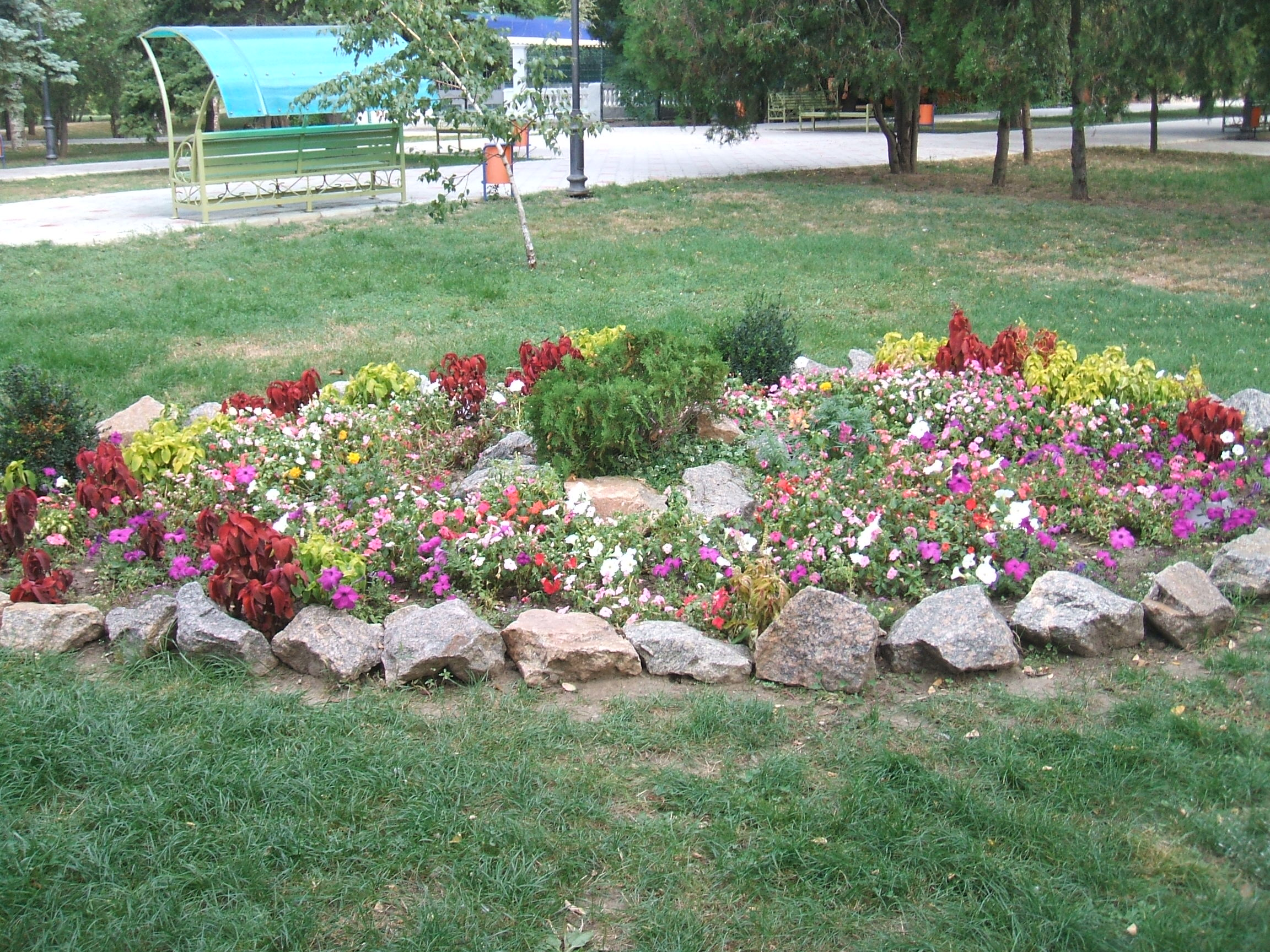
Parterre.
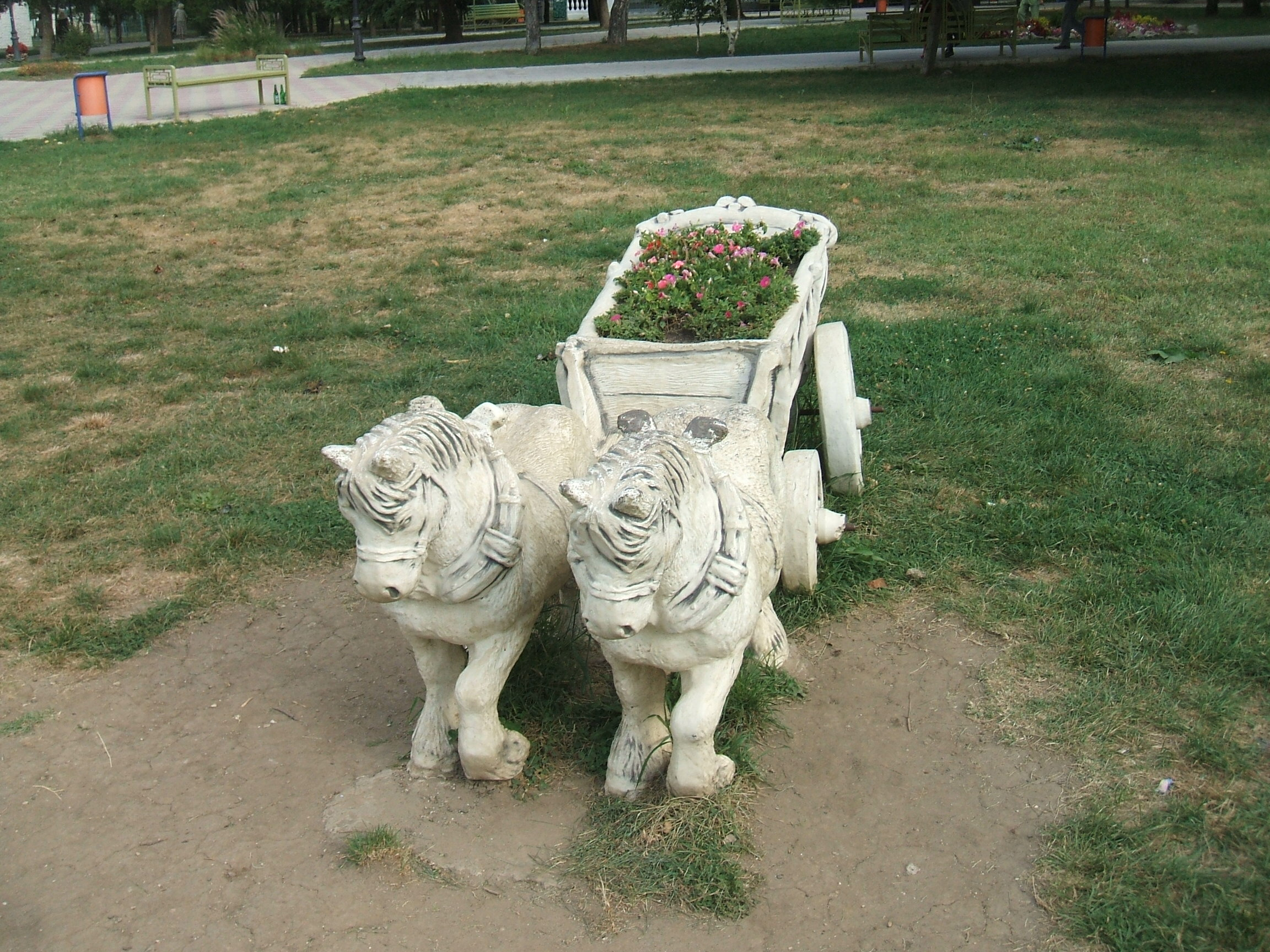
Escultura en un parque de la ciudad
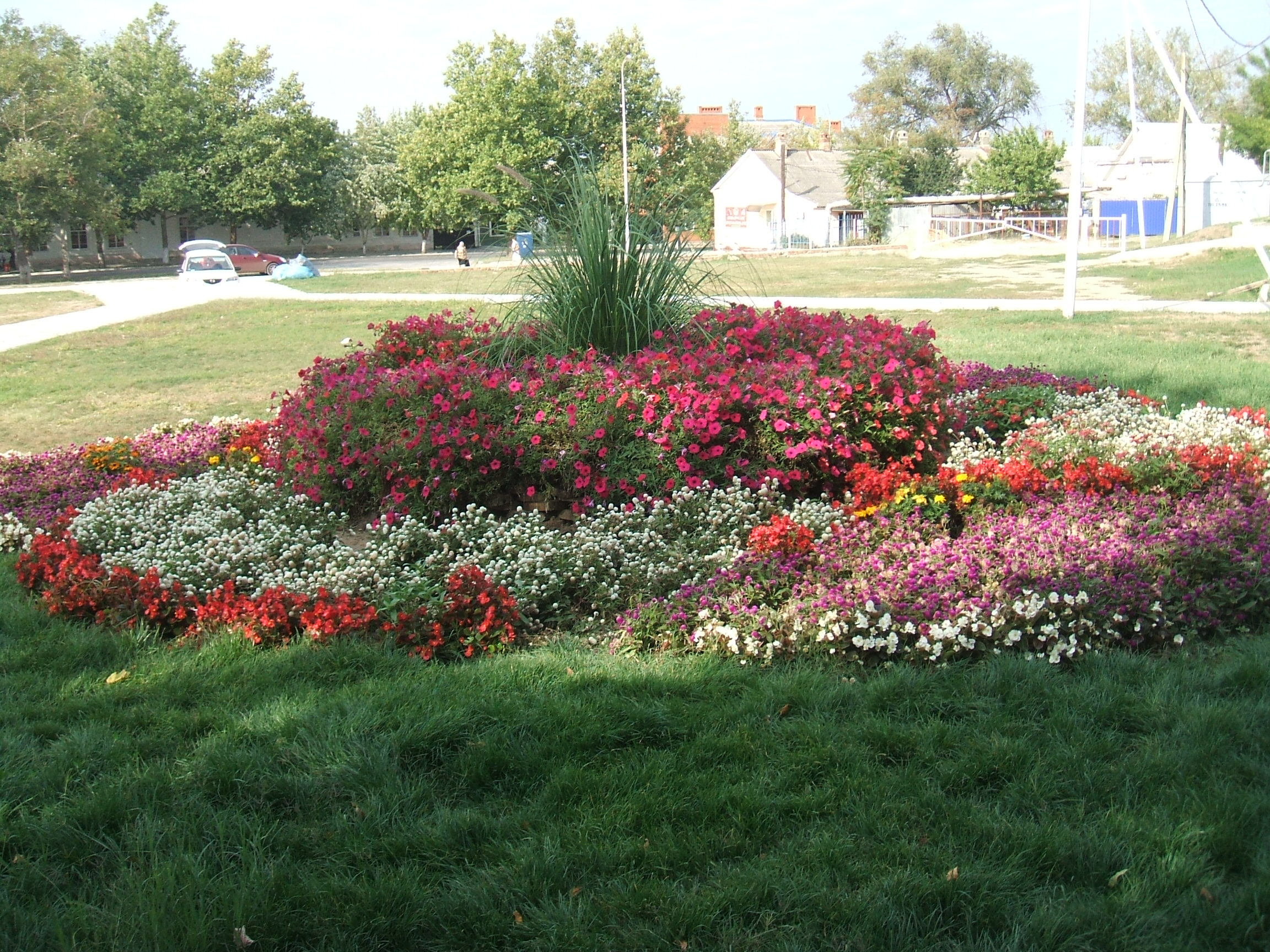
Flores
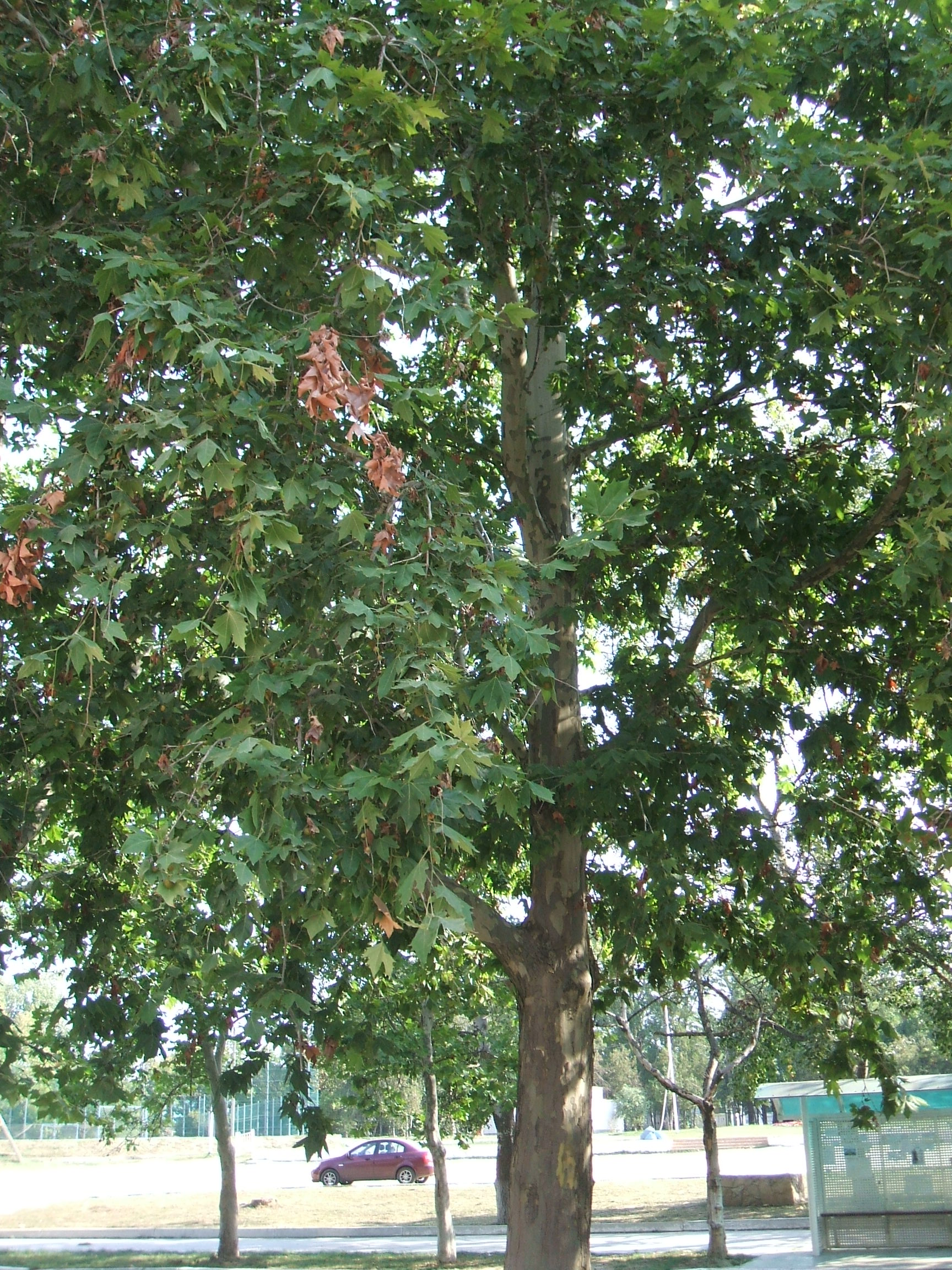
Plátano

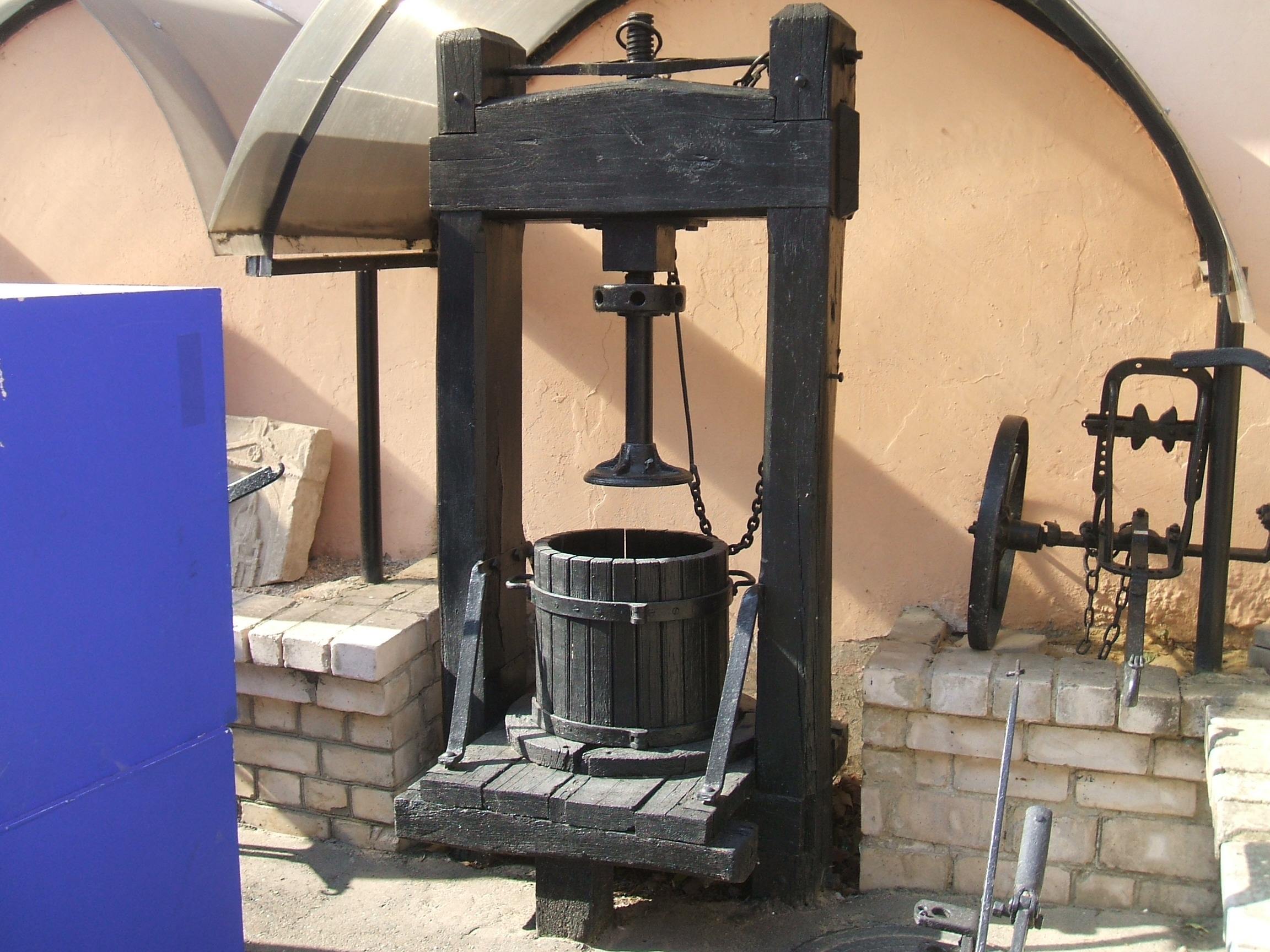
En el museo arqueológico.
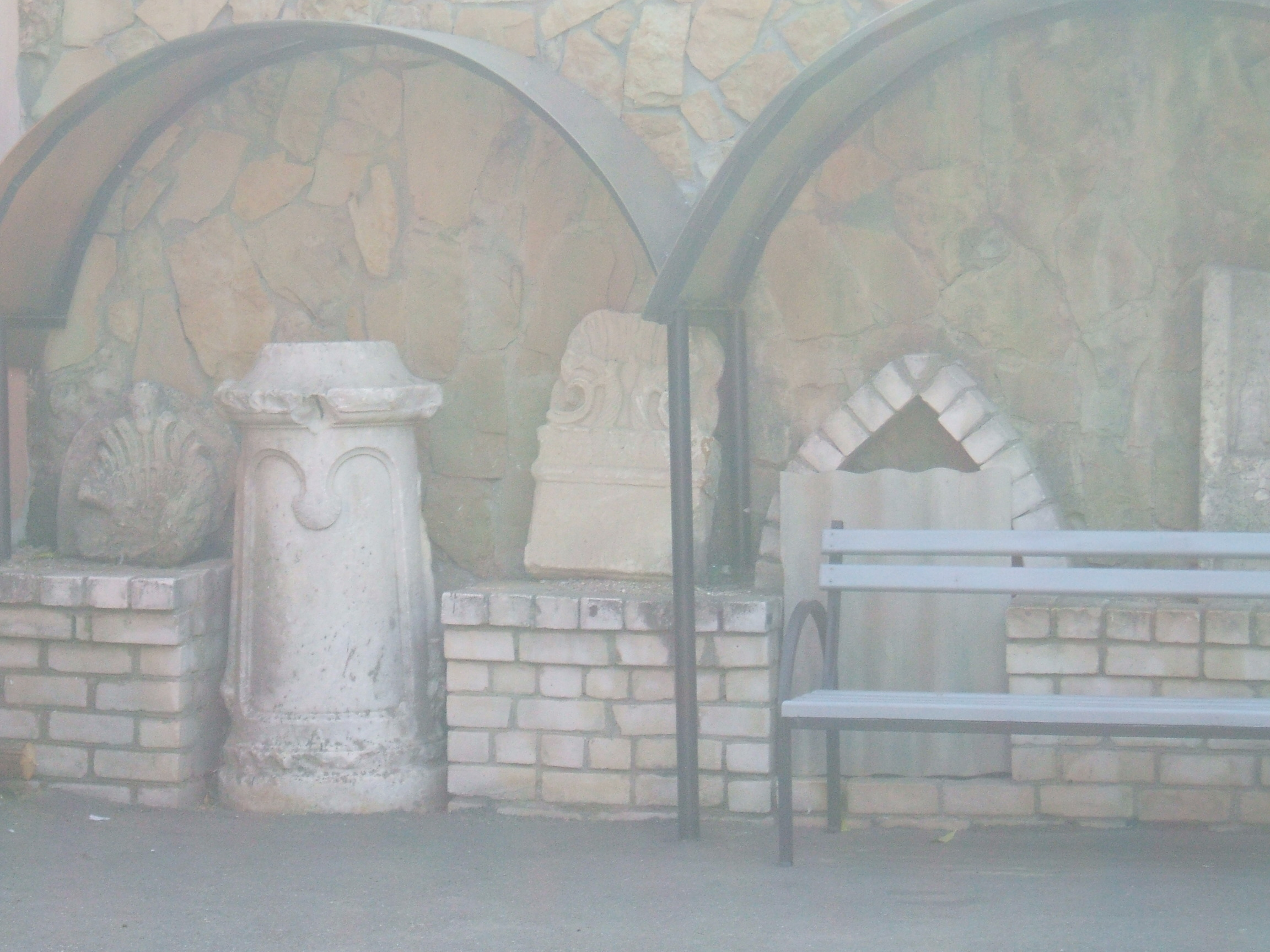
En el museo arqueológico.
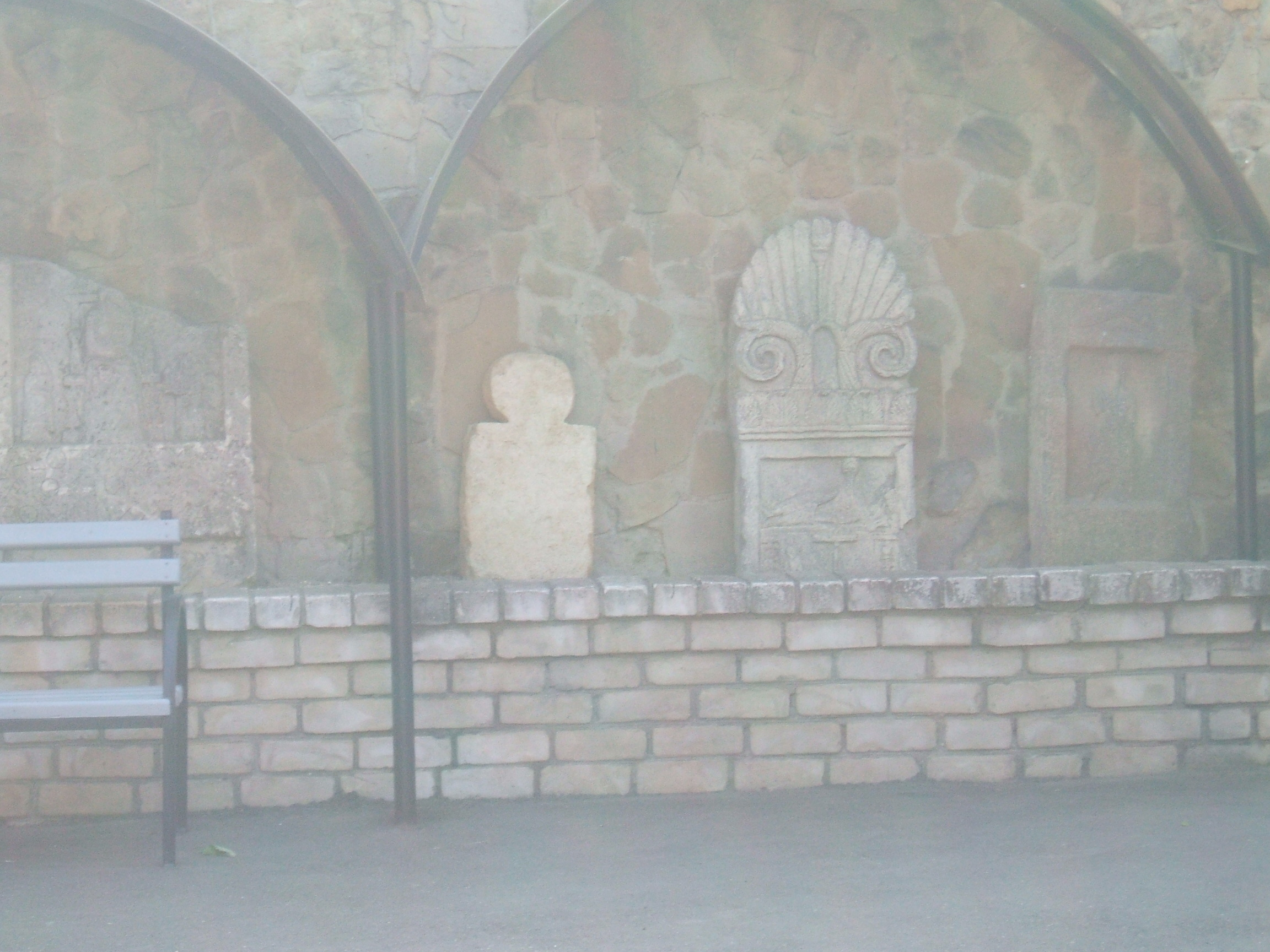
En el museo arqueológico.
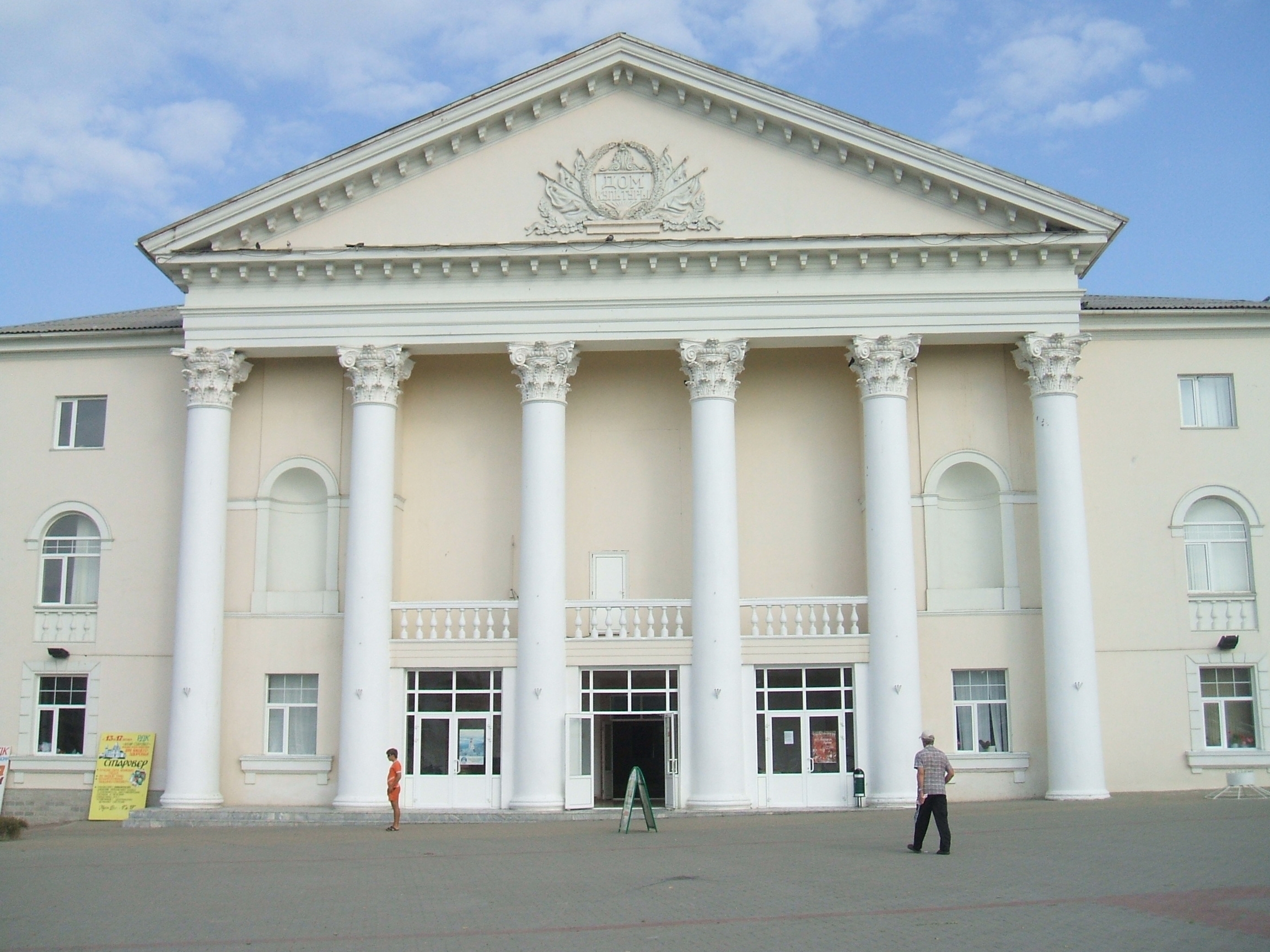
Casa de cultura
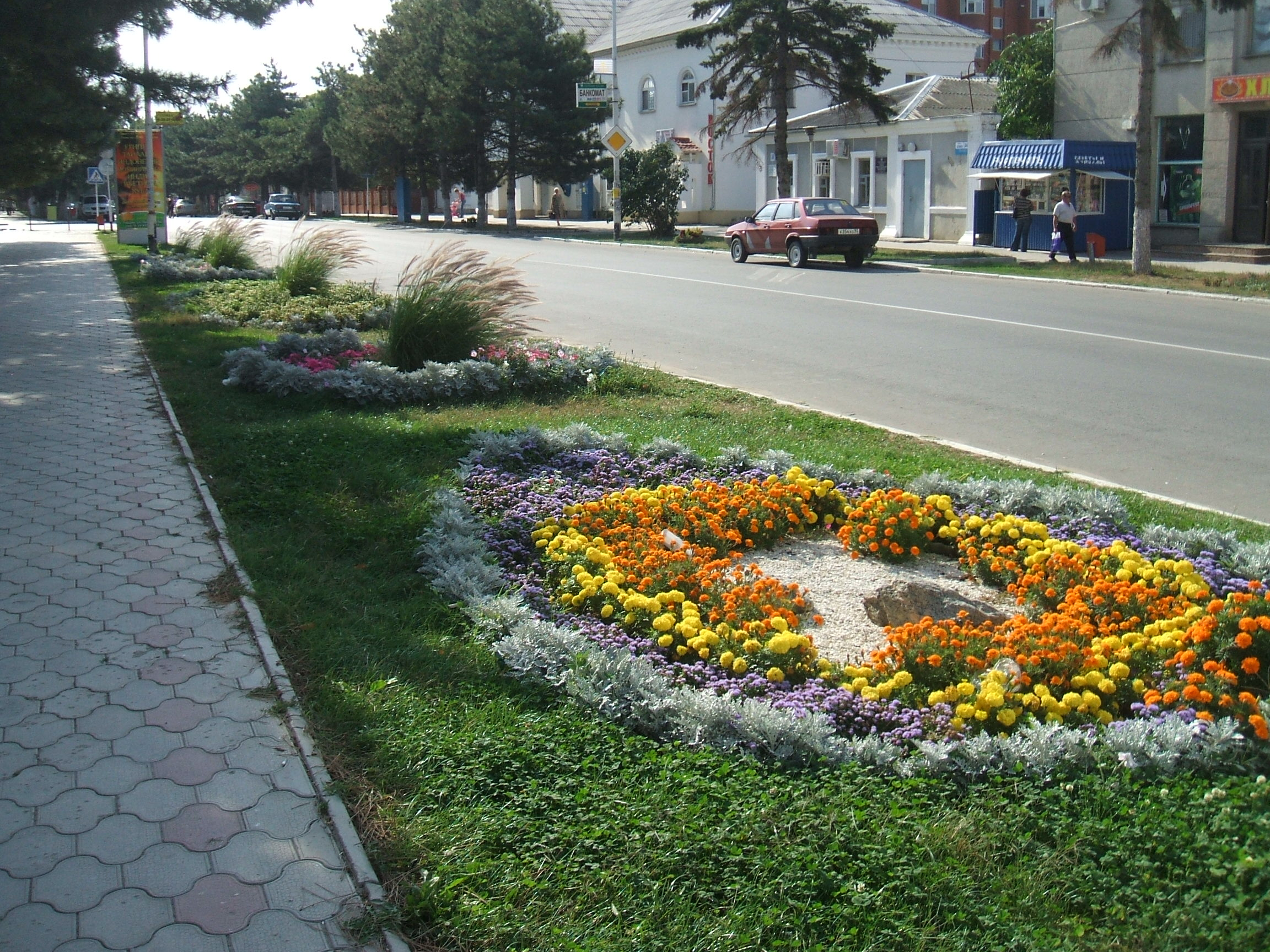
Calle Lenin.
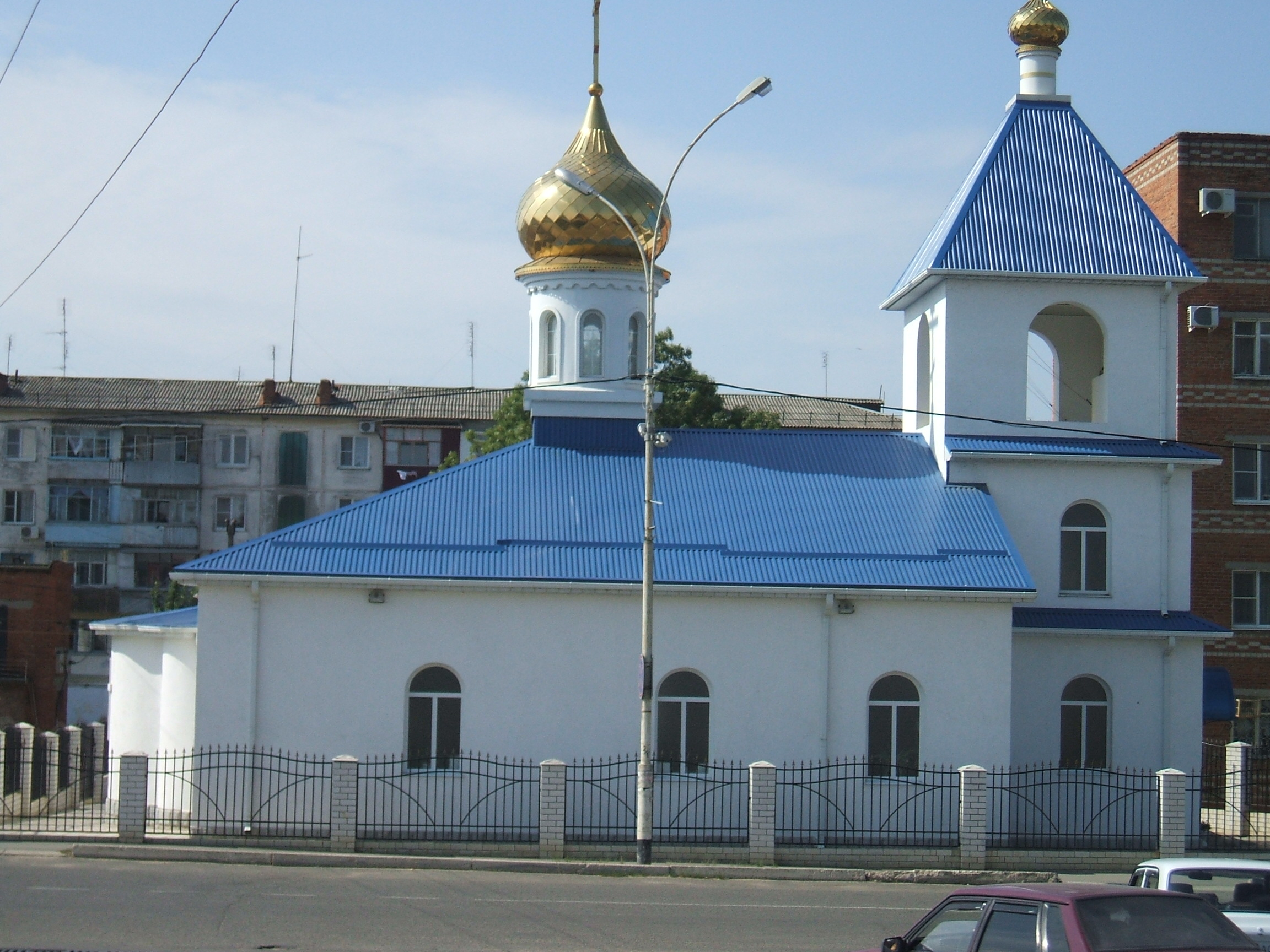
Iglesia de Alejandro Nevski.
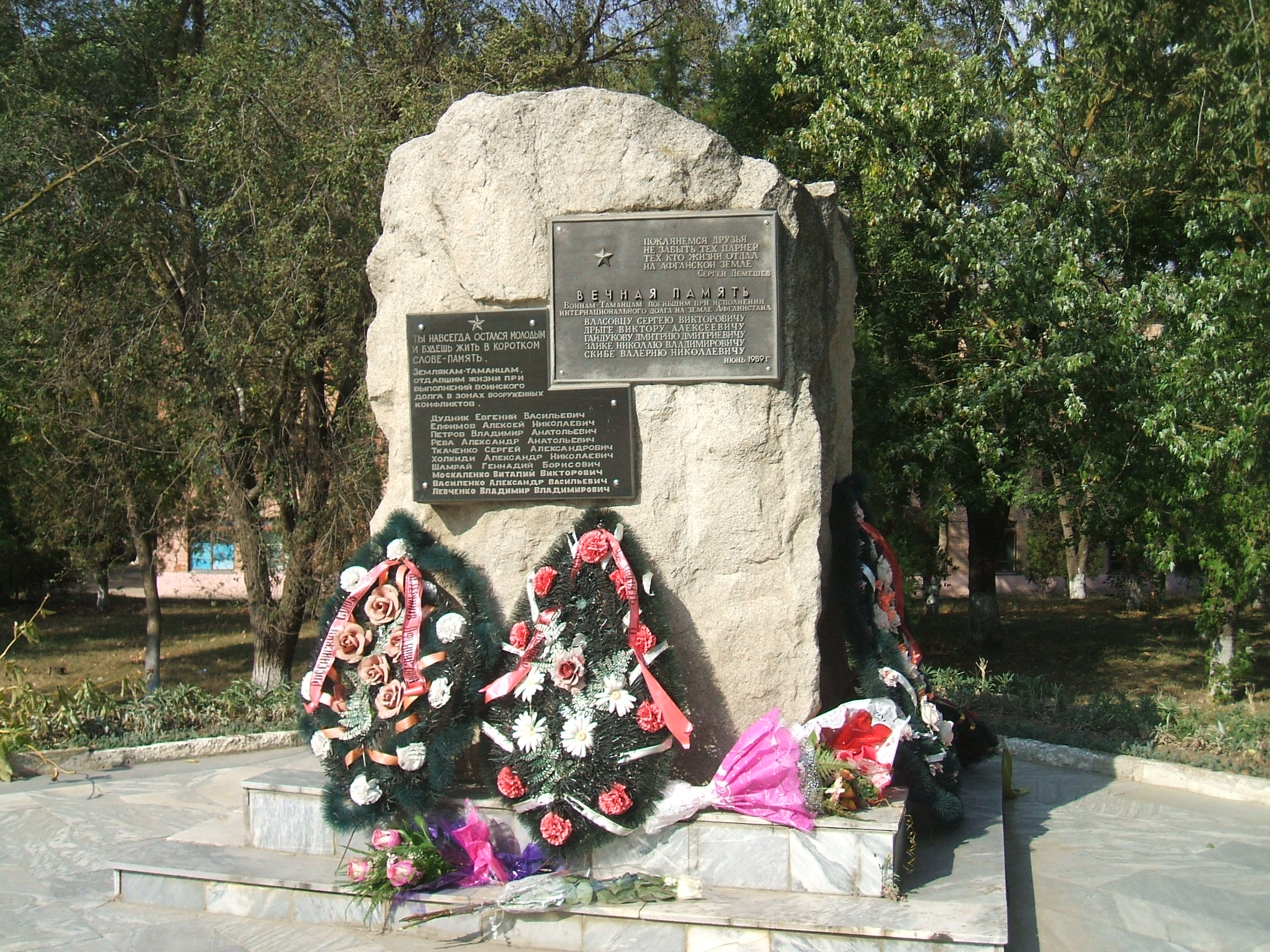
Monumento a los caídos en la Gran Guerra Patria.
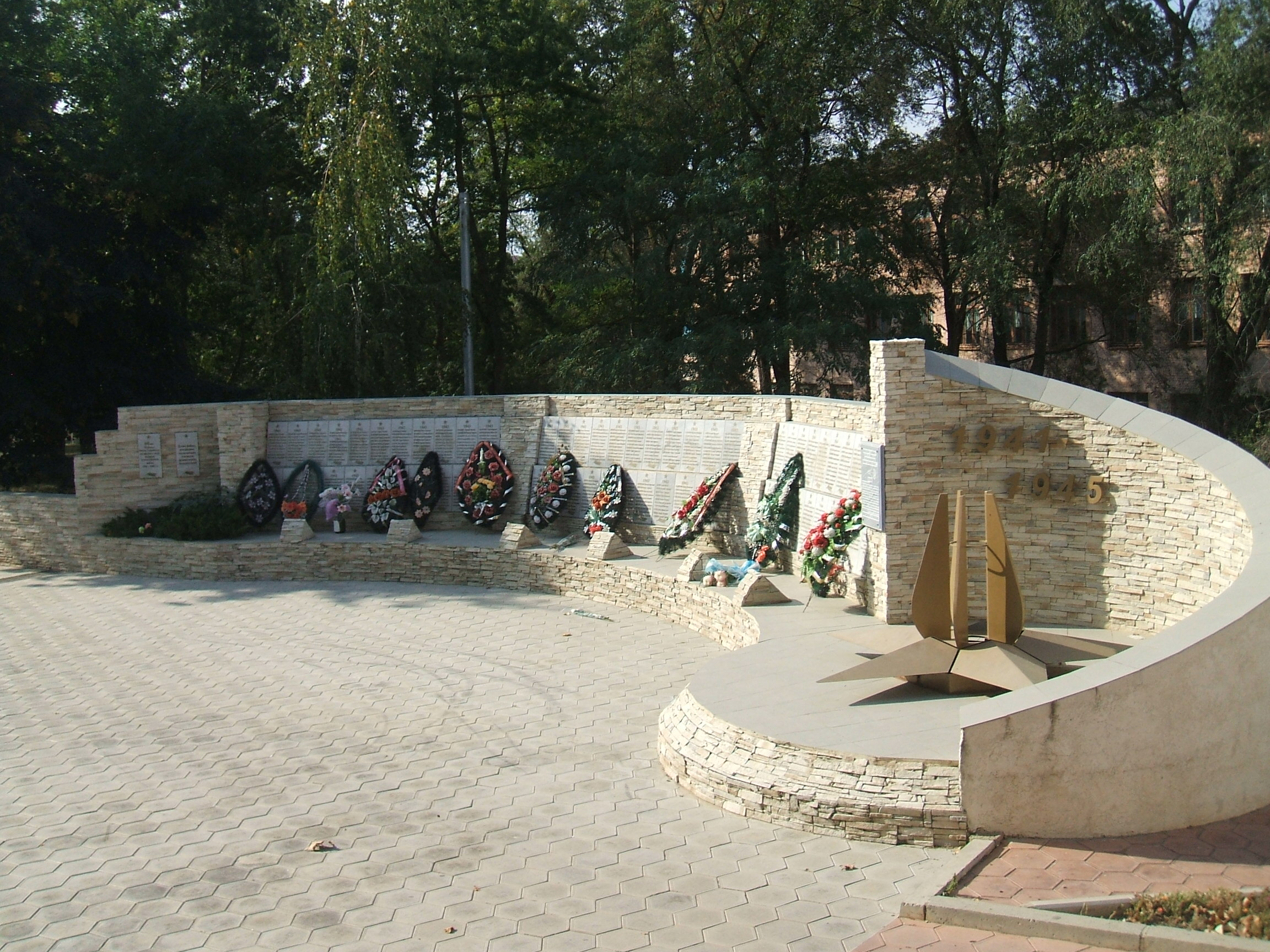
Monumento a los caídos en la Gran Guerra Patria.